# Grimmia humilis
Grimmia humilis är en bladmossart som beskrevs av Mitten 1869. Grimmia humilis ingår i släktet grimmior, och familjen Grimmiaceae. Inga underarter finns listade i Catalogue of Life.